# Live Phish Volume 17
Live Phish Volume 17 è un album dal vivo dei Phish, pubblicato il 20 maggio 2003 dalla Elektra Records, contemporaneamente ai Volumi 18, 19 e 20 della serie Live Phish.  Il disco riporta integralmente la prima data del tour estivo del 1998: l'esibizione del gruppo al Portland Meadows Race Track di Portland. Il concerto fu diviso in 2 successive uscite (o "set") e terminò con due bis. Il Disco 3 riporta una traccia Bonus - Bathtub Gin - registrata durante il concerto del 29 luglio 1998 al Riverport Amphitheatre di Saint Louis.

## Tracce

### Disco 1
Primo set:
1. Wolfman's Brother
2. Water in the Sky
3. The Moma Dance
4. Guyute
5. Horn
6. Portland Jam
7. Chalk Dust Torture
8. Brian and Robert
9. Beauty of My Dreams
10. Cars Trucks Buses

### Disco 2
Continuazione del primo set:
1. Roggae
2. Birds of a Feather
3. Loving Cup

Secondo set:
1. Limb by Limb
2. Simple
3. Tweezer
4. California Love
5. Tweezer
6. Free

### Disco 3
Continuazione del secondo set:
1. Meat
2. Harry Hood

Eseguiti come bis:
1. Wilson
2. Tweezer Reprise

Traccia Bonus (eseguita il 29 luglio 1998 al Riverport Amphitheatre di Saint Louis):
1. Bathtub Gin